# Johnny Polanco
Johnny Polanco (The Bronx, ? – ca. 2 juni 2015) was een Amerikaanse multi-instrumentalist, bandleider, componist en arrangeur in de salsa. Hij bespeelde dertien instrumenten, waaronder de gitaar, de tres (zijn favoriete instrument), trombone, vibrafoon en marimba. Zijn band 'Conjunto Amistad' was een van de populairste salsagroepen van Amerika.

## Biografie
Polanco, zoon van Dominicaanse en Puerto Ricaanse ouders, kreeg op zijn vijfde zijn eerste gitaar. Hij ging pas serieus Latin spelen toen hij tien was. Hij leerde zichzelf allerlei instrumenten spelen: gitaar en tres, elektrische bas, viool, slaginstrumenten, vibrafoon en trombone. Hij speelde in een trio met twee ooms, werd lid van de band van Steve Colón en speelde daarna in de groep 'Charanga Sensual'. Om de moeilijke tijden in New York te ontvluchten, besloot hij in de marine te gaan. Zo kwam hij rond 1988 terecht in Californië, waar hij na zijn ontslag bleef hangen en opnieuw actief werd in de muziek. Dit in een tijd, dat de salsa niet zo populair meer was. Hij speelde in Orange County met percussionist Bobby Matos, de groep 'Costazul' van Freddie Crespo en alle bands die in dit genre actief waren. In 1993 ging hij in Hollywood op verzoek van een restauranteigenaar jamsessies houden in diens zaak en na enige tijd kwam hier een band uit voort, 'Conjunto Amistad', dat een zeer populaire dansgroep werd. Met de groep speelde hij ook in jazz-clubs. Tevens trad hij met de band op tijdens festivals (zoals het Playboy Jazz Festival) en Latin Grammy Awards-uitreikingen.
In 1997 verscheen de eerste cd van de band, 'L.A. Amistad', met medewerking van onder andere zanger Ray Ramos. Later kwam een tweede album, 'Pa'l Bailador', een dansplaat met conjunto, maar ook enkele bigband-achtige nummers. Medewerkers aan deze plaat waren onder andere Ray de la Paz en Hermán Olivera. In 2008 verscheen opnieuw een plaat, nu op een door Polanco opgericht platenlabel.
Polanco is verder te horen op platen van Taumbu International Ensemble, Candi Sosa, Caravana Cubana, de groep Spellbound (van Bobby Moon), Julius Melendez, Wayne Gorbea en DJ Lubi.

## Discografie
- L.A. Amistad, ?
- Pa'l Bailador, Morrowland Records, 2002
- Amistad Para El Mundo Entero, JP Amistad, 2008